# Bordei Verde
Bordei Verde è un comune della Romania di 2 828 abitanti, ubicato nel distretto di Brăila, nella regione storica della Muntenia.
Il comune è formato dall'unione di 3 villaggi: Bordei Verde, Gabrielescu, Liscoteanca.